# Мурілу Бенісіу
Мурілу Бенісіу Рібейру (порт. Murilo Benício Ribeiro; нар. 13 липня 1971, Нітерой, Бразилія) — бразильський актор. Відомий своїми ролями у бразильських багатосерійних теленовелах.

## Біографія
Народився 13 липня 1971 року у багатодітній сім'ї. Бажання стати актором у Мурілу виникло у 8-річному віці після перегляду фільмів із участю Чарлі Чапліна. 
 1989 року Мурілу поїхав до Каліфорнії, де намагався стати кінозіркою. У Сан-Франциско актор підпрацьовував офіціантом. В 21-річному віці знявся в романі "Поранений звір". Його дебютом став серіал «Хижак». В ньому актор знявся у 1993 році. Популярність прийшла до Бенісіу після зйомок у теленовелі «В ім'я любові». Пізніше актор отримав запрошення до Голлівуду. Там він знявся у фільмі «Жінка зверху». Його партнеркою у цьому проекті стала Пенелопа Крус. 
 Після повернення додому, продовжив кар'єру в Бразилії. Справжньої слави йому приніс вихід на екрани серіал «Клон». В ньому актор зіграв одразу три ролі.

## Особисте життя
Мурілу Бенісіу живе у цивільному шлюбі з акторкою Деборою Фалабелою. У нього двоє дітей: Антоніо (нар. 1997 року), матір'ю якого є акторка Алессандра Негріні та П'єтро (нар. 2005 року) від акторки і партнерки по серіалу «Клон» Джованни Антонеллі.

## Фільмографія
- 2020 — Пантанал
- 2019 — Любов матері
- 2019 — Якщо зараз закрию очі
- 2018 — Поцілунок на асфальті
- 2017 — Ласкавий звір
- 2017 — Розлучення
- 2016 — Нічого не буде як раніше
- 2014 — Покоління Бразилії
- 2014 — Викрадені коханням
- 2012 — Проспект Бразилії
- 2010 — Галас
- 2009 — Закон сили
- 2008 — Фаворитка
- 2006 — Великий конфуз
- 2005 — Америка
- 2004 — Секс, кохання і зрада
- 2003 — Шоколад з перцем
- 2003 — Людина року
- 2002 — Клон
- 2001 — Можливе кохання
- 2000 — Жінка зверху
- 1997 — В ім'я любові
- 1993 — Хижак